# Wason Rentería
Pour les articles homonymes, voir Rentería.
Wason Rentería, né le 4 juillet 1985 à Quibdó (Colombie), est un footballeur colombien, qui évolue au poste d'attaquant au Guarani Futebol Clube. Au cours de sa carrière, il évolue à Boyacá Chicó, au SC Internacional, au FC Porto, au RC Strasbourg, au Sporting Braga, à l'Atlético Mineiro, au Once Caldas, à Santos et à Millonarios ainsi qu'en équipe de Colombie.
Rentería marque quatre buts lors de ses vingt sélections avec l'équipe de Colombie entre 2005 et 2009. Il participe à la Gold Cup en 2005 avec la Colombie.

## Biographie
Wason Renteria est prêté au RC Strasbourg, durant la saison 2007/08 par le FC Porto. Malgré une saison honorable (9 buts), le club alsacien est relégué en 2e division, après avoir perdu les 11 dernières journées de championnat. 

## Carrière
- 2002-2005 : Boyacá Chicó
- 2005-2006 : SC Internacional
- 2007 : FC Porto
- 2007-2008 : → RC Strasbourg
- 2008-2009 : → Sporting Braga
- 2009 : → Atlético Mineiro
- 2010 : Sporting Braga
- 2011 : Once Caldas
- 2011-2012 : Santos
- 2012-2013 : Millonarios
- 2014 : Racing Club  [3]

## Palmarès

### En équipe nationale
- 20 sélections et 4 buts avec l'équipe de Colombie entre 2005 et 2009

### Avec le SC Internacional
- Vainqueur de la Copa Libertadores en 2006
- Vainqueur de la Coupe du monde des clubs en 2006

### Avec le FC Porto
- Vainqueur du Championnat du Portugal en 2007